# Burg Unter-Sturmberg
Die Burg Unter-Sturmberg, auch Burg Alt-Sturmberg, ist eine Burgruine in Naas im Bezirk Weiz in der Steiermark (Österreich). Die Ruine steht unter Denkmalschutz (Listeneintrag).

## Geschichte
Die Ursprünge der Burganlage gehen bis in die Mitte des 12. Jahrhunderts zurück. Gegen Ende des 12. Jahrhunderts vererbte Juta von Feistritz die Burg Alt Sturmberg ihrem Sohn Leutold von Gutenberg. Danach gelangte die Anlage in den Besitz seiner Tochter und ging schließlich in den Besitz des Stift Göß in Leoben über. 

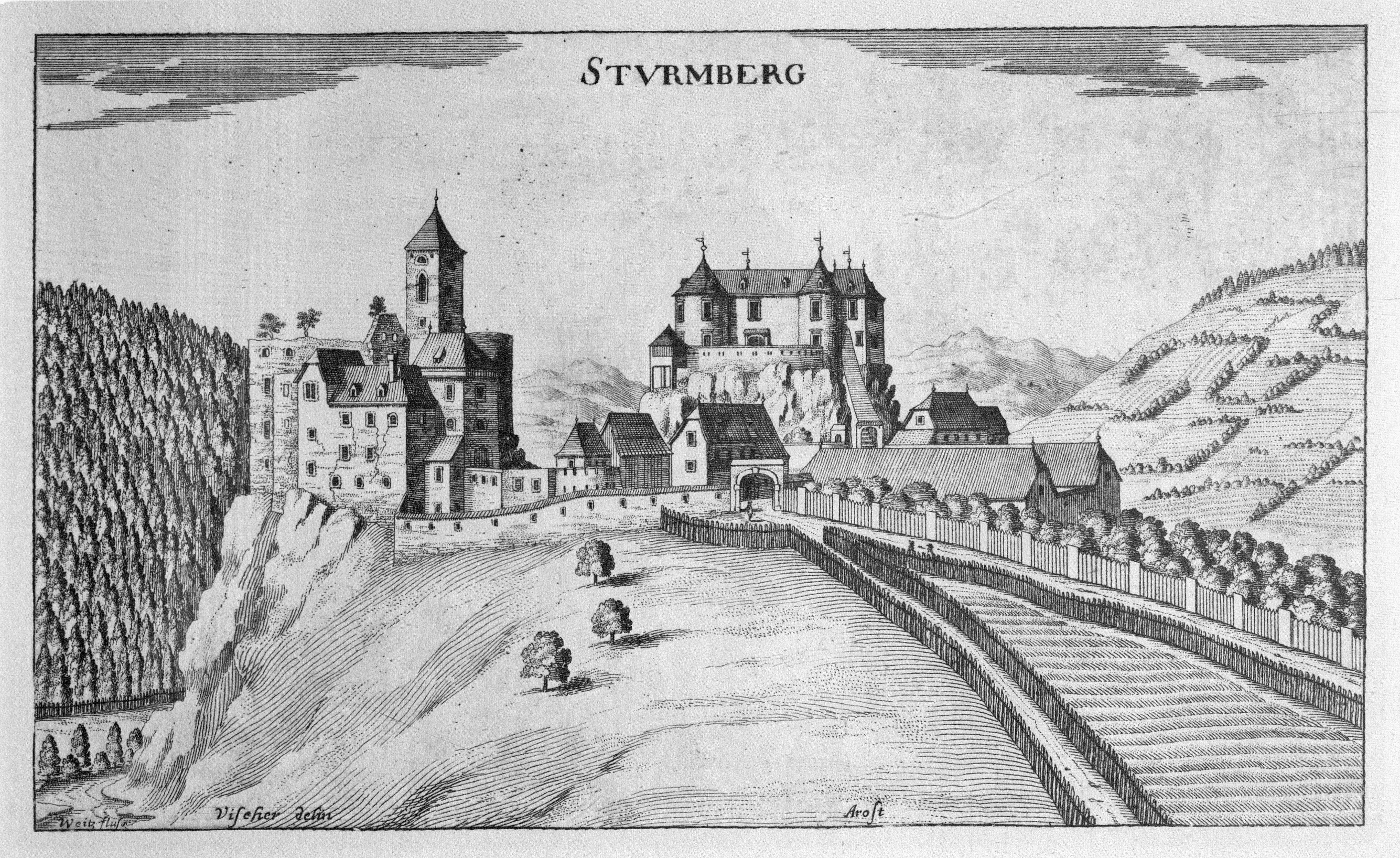
Kupferstich von Georg Matthäus Vischer der Burgen Unter-Sturmberg und Ober-Sturmberg (1681)

 Anschließend gelangte die Burg als Lehen an die Sturmberger. Vermutlich entstand zeitgleich mit Burg Unter-Sturmberg auch die benachbarte Burg Ober-Sturmberg, die im Volksmund auch Neu-Sturmberg genannt wurde. Ursprünglich war diese jedoch im Besitz des Adelsgeschlechtes Ratmannsdorf, doch aufgrund der engen Verwandtschaftsverhältnisse waren beide Burgen abwechselnd im Besitz der beiden Familien. Die erste urkundliche Erwähnung von einem Gebhardus von Sturmberg erfolgte um 1216.
Der Bau des Bergfriedes erfolgte im 14. Jahrhundert vermutlich durch Albrecht von Sturmberg. Die jüngeren Teile der Burganlage wurden im 15. Jahrhundert erbaut.

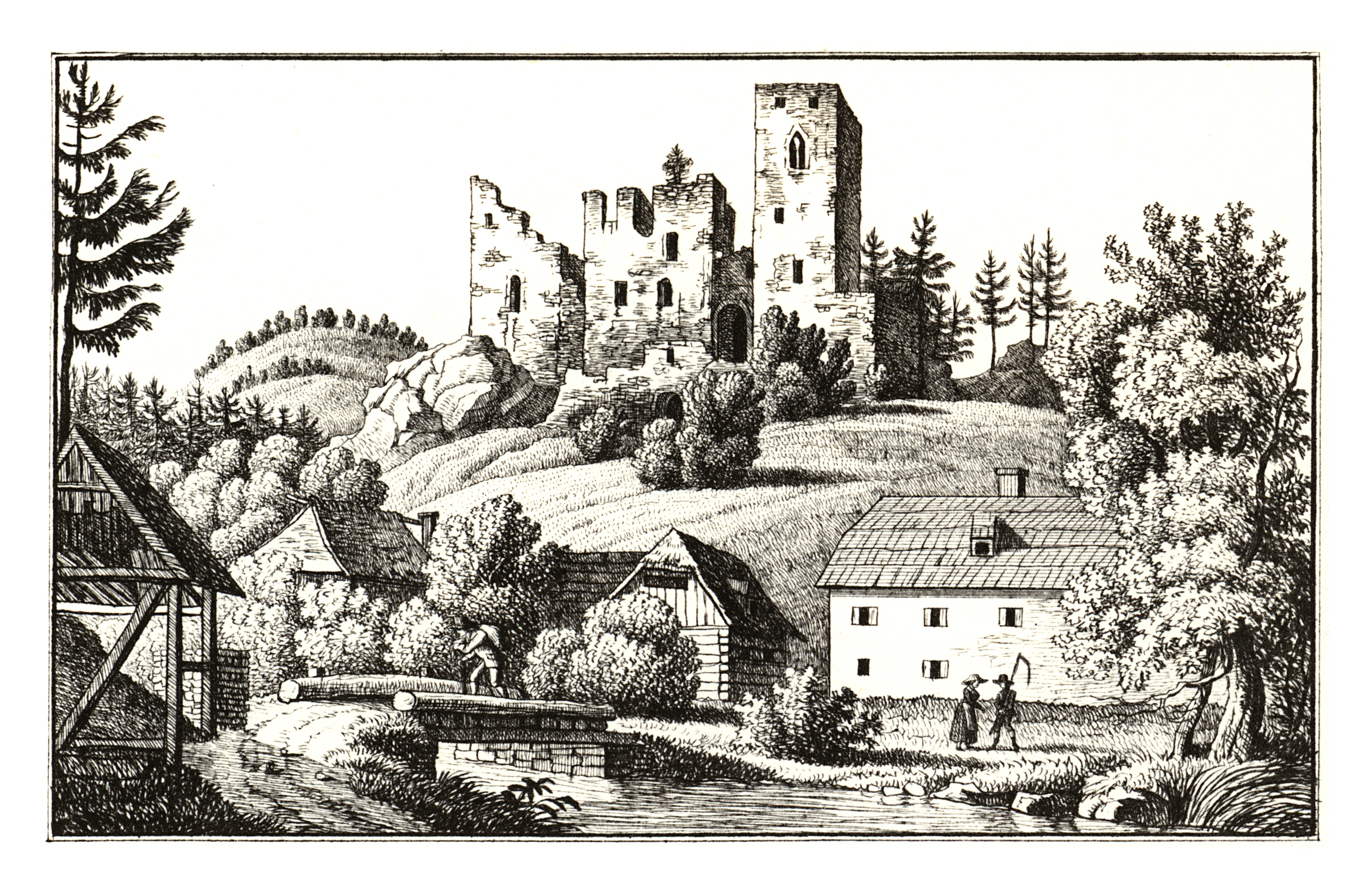
Burg Unter-Sturmberg (um 1830)

Magdalena Paradeiser (geb. Ratmannsdorf) hinterließ die zu dieser Zeit unbewohnte Burg, nach ihrer Erbschaft 1610, ihrem Sohn aus erster Ehe, Friedrich Freiherr von Herbersdorf. Nachdem dessen Witwe Maria diese an Balthasar Fettauer verkauft hatte, musste sie während der Reformation als Protestantin die Steiermark verlassen. Im Jahr 1644 waren, aufgrund der Baufälligkeit, nur noch wenige Zimmer bewohnbar. Schließlich wurde die Feste 1653 an Ott Gottfried Freiherr von Kollonitsch verkauft. Im 17. Jahrhundert war die Burg mit der Burg Ober-Sturmberg verbunden. Anschließend schlossen die Grafen Khevenhüller Alt-Sturmberg ihrer Herrschaft Thannhausen an. Bis Mitte des 18. Jahrhunderts war die Burg weiterhin bewohnt.

## Beschreibung

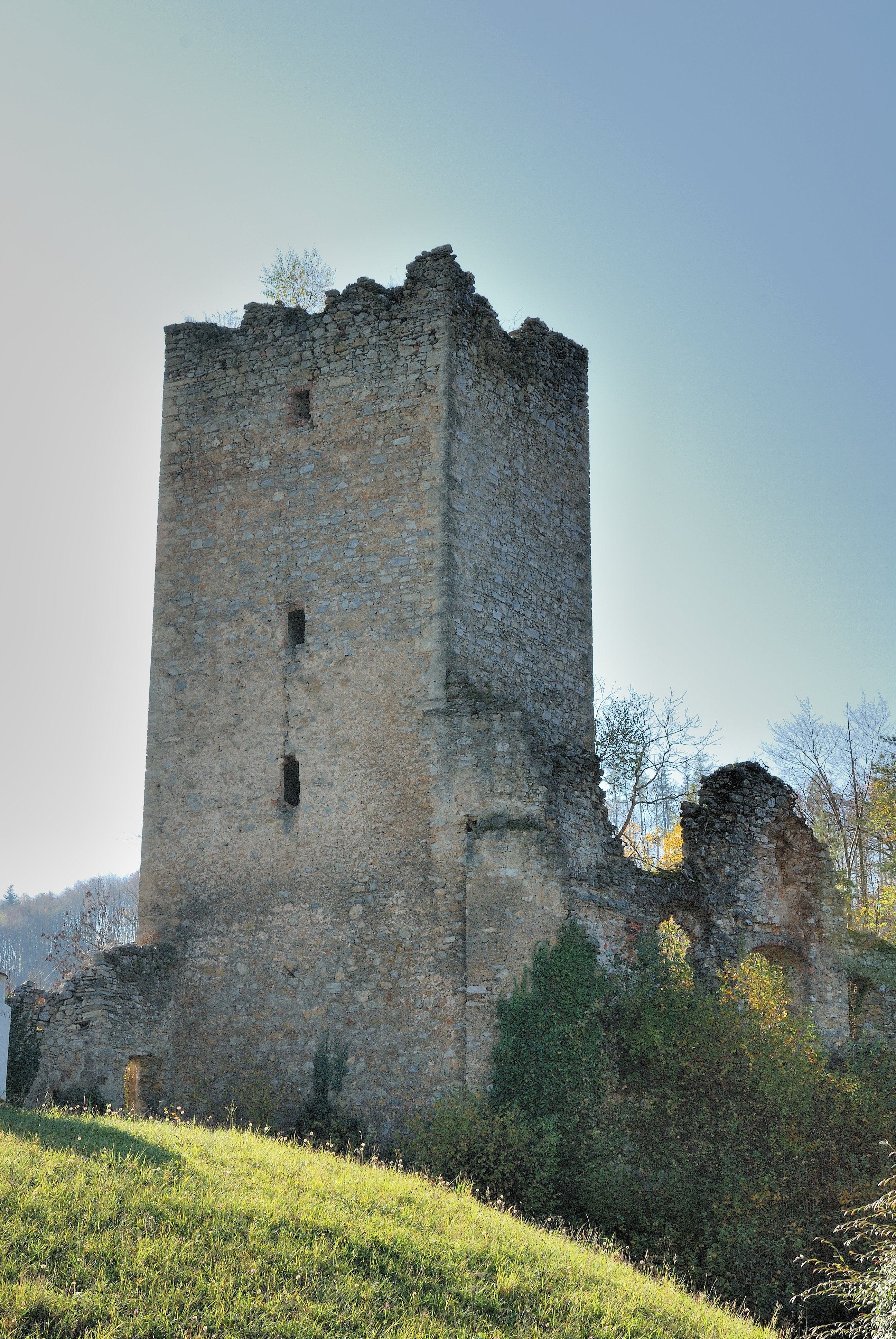
Bergfried der Burg (2019)

Seit dem 18. Jahrhundert sind die Burgen verfallen. Anfang 2014 stürzten Teile der Außenmauern ein.
Ursprünglich befanden sich südwestlich vom Bergfried drei vermutlich zweigeschoßige Wohngebäude, die in die Ringmauer eingelassen waren. Diese bestanden ähnlich wie ein Großteil der Burganlage aus Bruchsteinmauerwerk. Im 14. Jahrhundert wurden diese aufgestockt. Zu dieser Zeit entstand auch im Süden ein weiteres dreigeschoßiges Wohngebäude. Diesem war vermutlich ein weiterer Torbau vorgelagert.
Im Süden der Burg befand sich außerdem ein zweiteiliger, gotischer Torbau. Dieser war über eine Treppe mit den Wohngebäuden verbunden.
Im 16. Jahrhundert wurde die Burg von mehrere Rundtürmen flankiert. Außerdem wurde im Innenhof ein weiteres Gebäude errichtet. Ferner wurde ein Großteil der Burg unterkellert. Zusätzlich entstand ein weiterer Torbau, der den Innenhof unterteilte.
Im Bergfried, dessen heutige Substanz weitestgehend aus dem 14. Jahrhundert stammt, ist ein gotisches Fenster eingelassen.